# Thành thục về thể vóc ở động vật
Thành thục về thể vóc là tuổi của con vật khi đã phát triển về ngoại hình và thể vóc đạt tới mức độ hoàn chỉnh, tầm vóc ổn định, xương đã cốt hóa hoàn toàn..

## Bài liên quan
- Thành thục về tính ở động vật